# Machaerotypus ishiharai
Machaerotypus ishiharai är en insektsart som beskrevs av Kato 1940. Machaerotypus ishiharai ingår i släktet Machaerotypus och familjen hornstritar. Inga underarter finns listade i Catalogue of Life.